# Детковац
Детковац је насељено место у саставу општине Градина, у Вировитичко-подравској жупанији, Република Хрватска.

## Историја
До територијалне реорганизације у Хрватској налазио се у саставу старе општине Вировитица.

## Становништво
На попису становништва 2011. године, Детковац је имао 307 становника.

## Попис 1991.
На попису становништва 1991. године, насељено место Детковац је имало 366 становника, следећег националног састава:
| Попис 1991.‍ | Попис 1991.‍ | Попис 1991.‍ | Попис 1991.‍ | Попис 1991.‍ |
| ----------- | ----------- | ----------- | ----------- | ----------- |
|             |             |             |             |             |
| Хрвати      | Хрвати      |             | 313         | 85,51%      |
| Срби        | Срби        |             | 45          | 12,29%      |
| Мађари      | Мађари      |             | 3           | 0,81%       |
| Југословени | Југословени |             | 2           | 0,54%       |
| Муслимани   | Муслимани   |             | 1           | 0,27%       |
| Словенци    | Словенци    |             | 1           | 0,27%       |
| непознато   | непознато   |             | 1           | 0,27%       |
| укупно: 366 |             |             |             |             |